# All That Echoes
All That Echoes è il sesto album discografico in studio del cantante statunitense Josh Groban, pubblicato nel 2013.

## Il disco
Il disco è stato pubblicato nel febbraio 2013 dalle etichette 143 Records e Reprise Records. La produzione è stata curata da Rob Cavallo.
Brave è stato il primo singolo estratto, diffuso nel dicembre 2012 e seguito da I Believe (When I Fall in Love It Will Be Forever), cover di Stevie Wonder pubblicata nel giugno 2013. È presente un duetto con la cantante italiana Laura Pausini. Riguardo alle vendite, il disco ha raggiunto la prima posizione della classifica Billboard 200.

## Tracce
1. Brave – 3:59 (Groban, Tawgs Salter, Chantal Kreviazuk)
2. False Alarms – 4:33 (Groban, Lester Mendez)
3. Falling Slowly – 4:20 (Hansard, Irglová)
4. She Moved Through the Fair – 4:55 (Tradizionale)
5. Below the Line – 3:28 (Groban, Salter, Simon Wilcox)
6. E ti prometterò (feat. Laura Pausini) – 3:56 (Groban, Mendez, Salter, Marco Marinangeli)
7. The Moon Is a Harsh Mistress – 3:45 (Jimmy Webb)
8. Un alma más (feat. Arturo Sandoval) – 4:10 (Groban, Mendez, Salter, Claudia Brant)
9. Happy in My Heartache – 3:08 (Groban, Salter)
10. Hollow Talk – 5:34 (Makrigiannis, Rhedin, Nordsoe)
11. Sincera – 3:35 (Groban, Walter Afanasieff, Marinangeli)
12. I Believe (When I Fall in Love It Will Be Forever) – 5:58 (Stevie Wonder, Wright)